# Blancpain Endurance Series
Blancpain Endurance Series — чемпіонат автоперегонів на витривалість Gran Turismo категорії GT3 і GT4.
З сезону 2013 року участь у перегонах братимуть два українських гонщики: Андрій Круглик та Руслан Циплаков.

## Історія

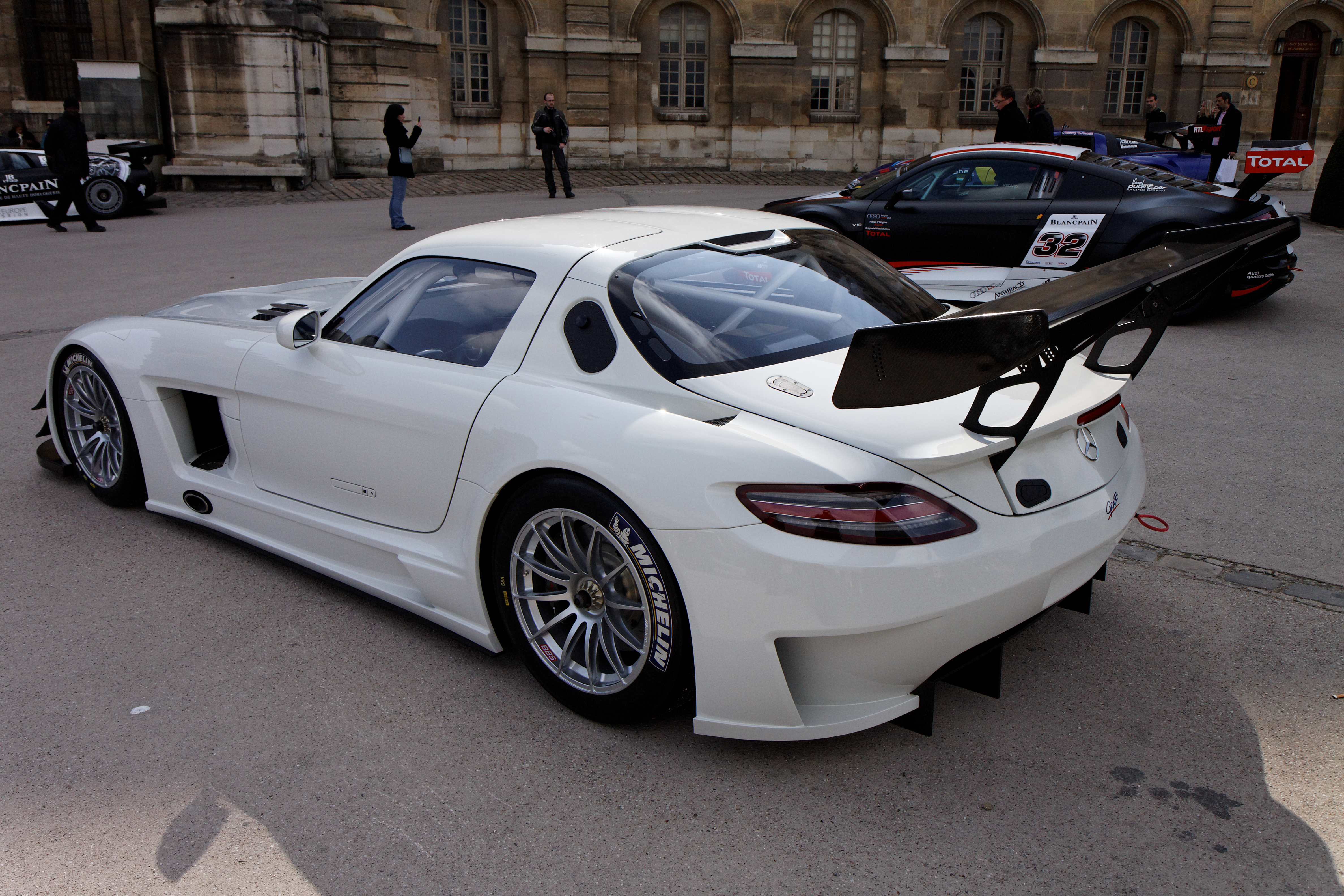
Blancpain Endurance Series — Mercedes AMG SLS — 019

Серія заснована у 2011 році за підтримки SRO Group та Королівським Автомобільним Клубом Бельгії (Royal Automobile Club of Belgium — RACB) під егідою Міжнародної федерації автоспорту (FIA). Перегони проводять на спортивних автомобілях із дотримання регламенту GT3 FIA GT4. Безпосередню підтримку чемпіонату надає швейцарська годинникова компанія Blancpain та італійський автовиробник Lamborghini

## Правила змагань

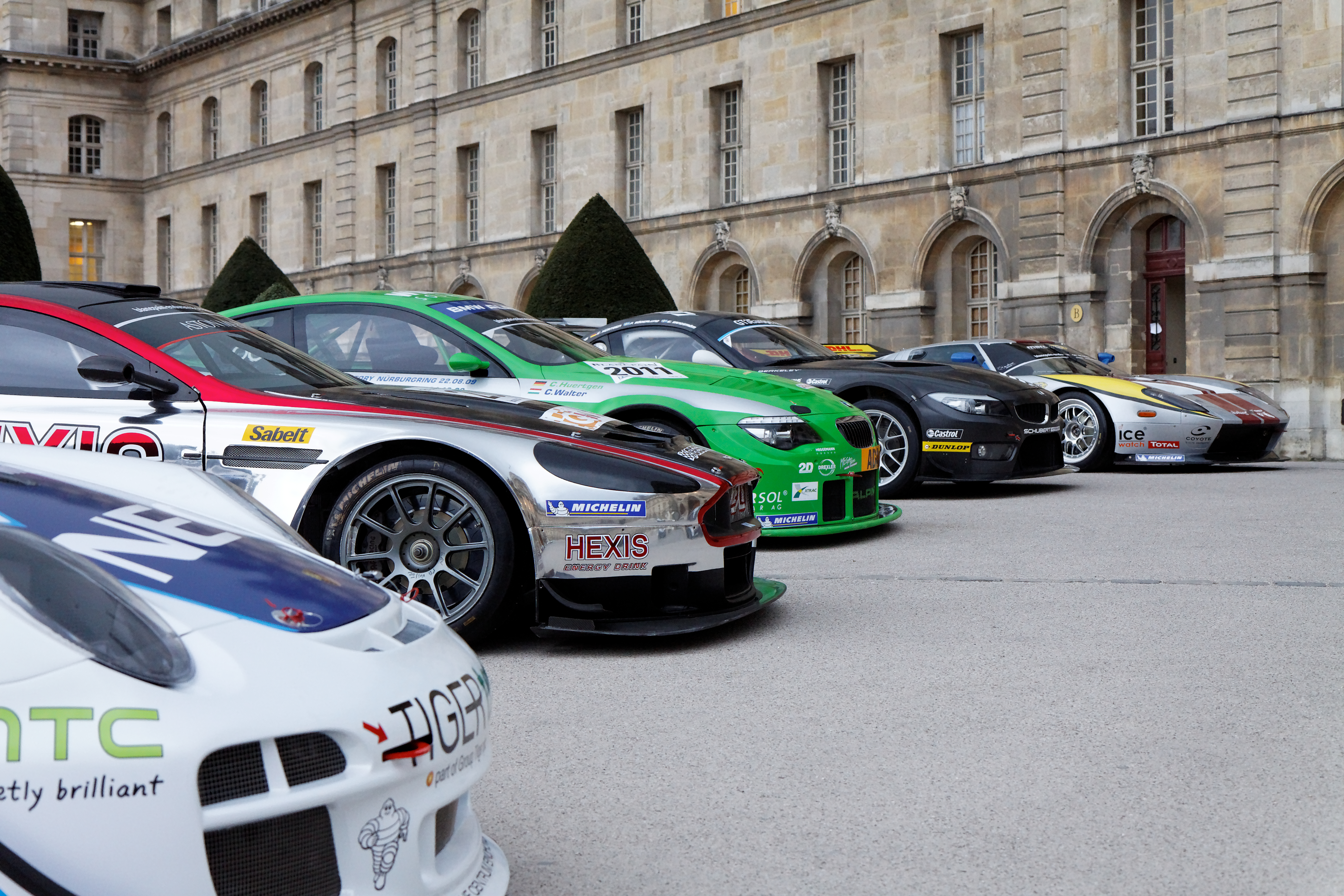
Blancpain Endurance Series

Тривалість автоперегонів Blancpain Endurance становить три години. Етапи BES проходять як правило у Європі на найвідоміших автодромах світу: Монца, Сільверстоун, Спа і т. д. На відміну від інших етапів серії, перегони на автодромі Спа-Франкоршамс тривають 24 години і є найтривалішими у Blancpain Endurance Series.
| Система нарахування балів | Система нарахування балів | Система нарахування балів | Система нарахування балів | Система нарахування балів | Система нарахування балів | Система нарахування балів | Система нарахування балів | Система нарахування балів | Система нарахування балів | Система нарахування балів |
| Позиція                   | 1                         | 2                         | 3                         | 4                         | 5                         | 6                         | 7                         | 8                         | 9                         | 10                        |
| ------------------------- | ------------------------- | ------------------------- | ------------------------- | ------------------------- | ------------------------- | ------------------------- | ------------------------- | ------------------------- | ------------------------- | ------------------------- |
| Бали                      | 25                        | 18                        | 15                        | 12                        | 10                        | 8                         | 6                         | 4                         | 2                         | 1                         |

Система нарахування залікових пунктів у 24-годинній гонці в Спа, аналогічна, тільки подвоюється к-сть балів у порівнянні із 3-годинними перегонами. Після шести годин перегонів, учасникам нараховується чверть балів від подвійного значення їх нарахування (тобто за першу позицію нараховується 6 балів). Після 12-ть годин перегонів, нараховується друга чверть балів у скарбничку учасника.

### Класи автомобілів
Є чотири категоріях (класів) автомобілів від добревідомих GT3 FIA, в GT4 FIA до Supersport. Клас GT3 розділили на два: на клас для професійних водіїв (GT3 Pro) та змішаний клас напів-професіоналів та любителів (аматорів) (GT3 Pro-Am). Також існує категорія для водіїв джентльменів (панів), котрі використовують автомобіль як мінімум один рік (категорія Gentlemen).
Класи (категорії) автомобілів учасників:

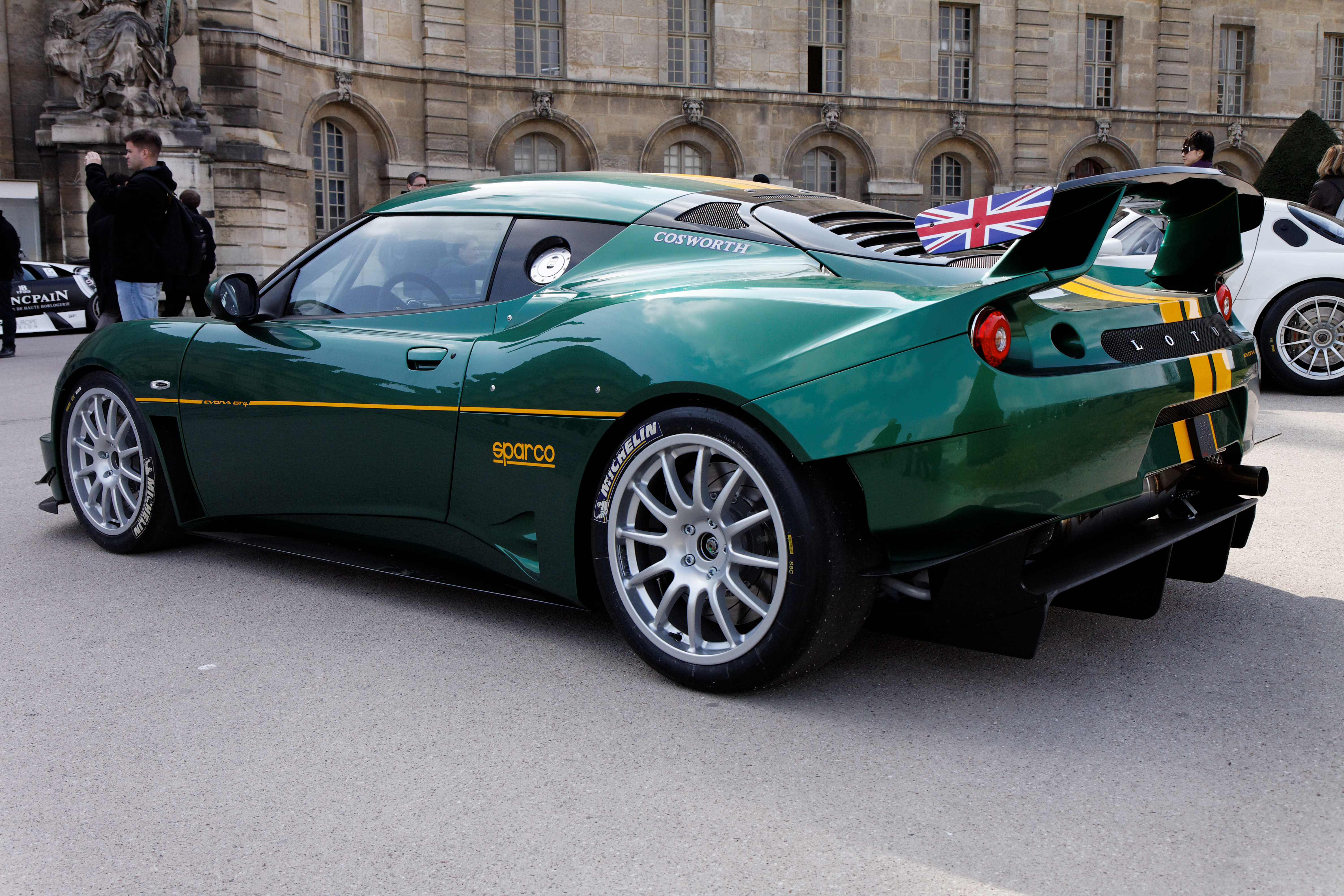
Blancpain Endurance Series — Lotus Evora GT — 006

* GT3 Pro FIA
- GT3 FIA Pro-Am
- GT4 FIA
- Gentlemen

### Календар 2013 року
| # | Автодром                                    | Дата        |
| - | ------------------------------------------- | ----------- |
| 1 | Монца, Монца, Італія                        | 14 Квітень  |
| 2 | Сільверстоун, Сільверстоун, Велика Британія | 2 Червень   |
| 3 | Поль Рікар , Ле Кастелле, Франція           | 30 Червень  |
| 4 | Total 24 години Spa, Льєж, Бельгія          | 28 Липень   |
| 5 | Нюрбургринг, Нюрбург, Німеччина             | 22 Вересень |

## Чемпіони

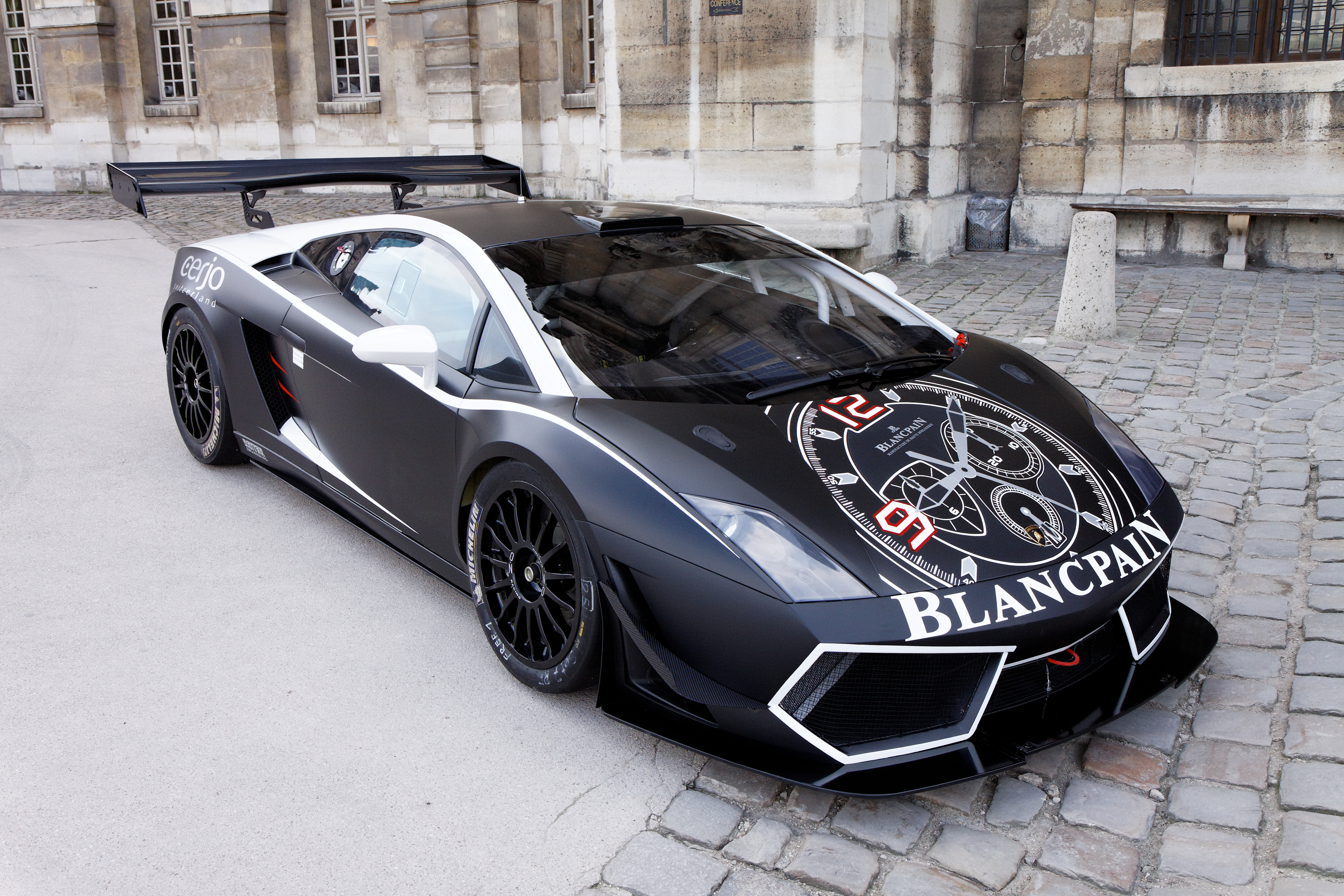
Blancpain Endurance Series — Lamborghini Gallardo GT3 07

| Роки | GT3 Pro                                     | GT3 Pro-Am                  | GT3 Gentlemen            | GT4                                           |
| ---- | ------------------------------------------- | --------------------------- | ------------------------ | --------------------------------------------- |
| 2011 | Гег Франчі                                  | Льюїс Мейчелс Нік Хоммерсон | Джордж Кабаньєс          | Алекс Банкомбі Джордан Трессон Крістофер Вард |
| 2012 | Крістофер Хаас Стефан Ортеллі Крістофер Мес | Льюїс Мейчелс Нік Хоммерсон | Роберт Хіссом П'єр Хірші | not held                                      |

## Команди учасниці

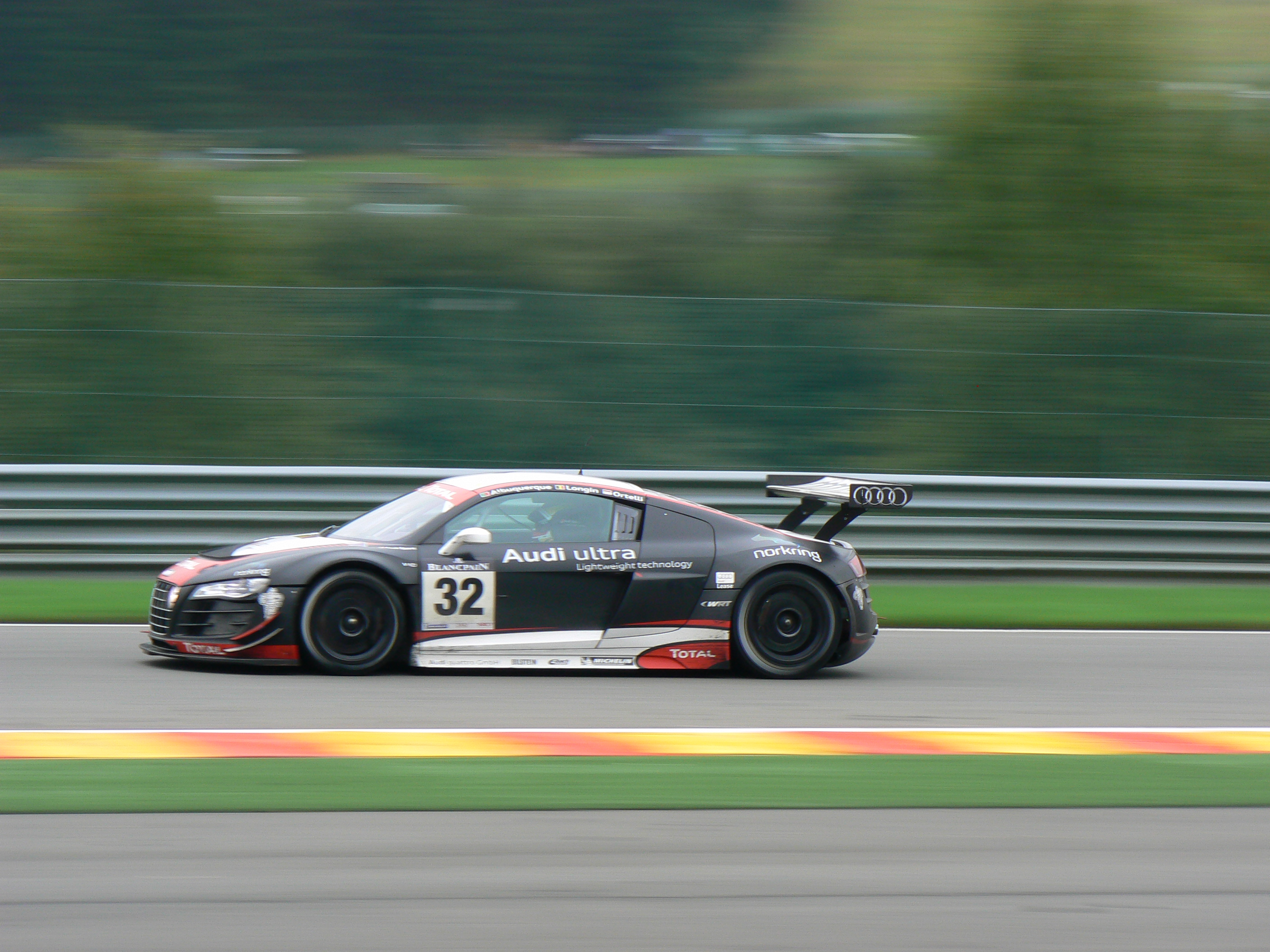
Audi R8 LMS n°32

| Роки | GT3 Pro                    | GT3 Pro-Am | GT3 Gentlemen    | GT4            |
| ---- | -------------------------- | ---------- | ---------------- | -------------- |
| 2011 | Belgian Audi Club          | Vita4One   | Ruffier Racing   | RJN Motorsport |
| 2012 | Belgian Audi Club Team WRT | AF Corse   | Sainteloc Racing | not held       |